# Peter Pan Speedrock

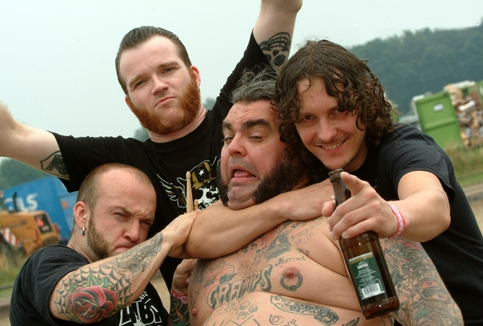
Peter Pan Speedrock mit Dikke Dennis auf Graspop 2005

Peter Pan Speedrock ist eine niederländische Band aus Eindhoven, die schnellen Hardrock zu ihrem Markenzeichen machte.

## Wirken
Die Band besteht aus drei Mitgliedern: Drummer „Bart Bartje“ Nederhand, Bassist Bart „Bartman“ Geevers, und Gesang/Gitarre Peter „Piet“ van Elderen. Sie wird oft einfach Peter Pan genannt, aber ihr richtiger Name ist „Peter Pan Speedrock“, als Abkürzung „PPSR“. Die Band gab ihrer Heimat Eindhoven den Beinamen „Eindhoven Rockcity“. Mit dem Begriff „Speedrock“ und vor allem durch ihre Musik inspirieren sie immer wieder Menschen zu diesem neuen Genre. Ein Klassiker waren auch ihre gemeinsamen Auftritte und die Motörhead-Versionen Schoppen Aas und „R.A.M.O.N.E.S“. mit Dikke Dennis, einem pfundigen Tätowierer (Studio 666) aus Amsterdam.
Sie spielten unter anderem auf dem Pinkpop-Festival 2003, dem With Full Force Festival 2007 und als Support von Turbonegro. Im November 2016 beendete die Band ihre Abschlusstournee mit einem Konzert in Eindhoven.
Seit dem Jahr 2021 spielen Peter Pan Speedrock wieder Konzerte. Dies kündigten sie am 14. September 2021 auf ihrer Facebook-Seite an.

## Diskografie

### Alben
- 1997 – Peter Pan
- 1999 – Rocketfuel
- 1999 – Home Steel (10")
- 2000 – Killermachine
- 2001 – Premium Quality... Serve Loud
- 2002 – Speedrock Chartbusters Vol. 1
- 2003 – Lucky Bastards
- 2004 – Loud, Mean Fast And Dirty
- 2005 – Spread Eagle
- 2007 – Pursuit Until Capture
- 2010 – We Want Blood
- 2014 – Buckle Up and Shove It!

### Kompilationen
- Sleazy Listening
- Eindhoven Rockcity (10")
- It’s Only Rock 'N' Roll Part II
- Alpha Motherfuckers
- A Campingflight To Lowlands Paradise 2002
- Ritual Of The Savage (10")
- Greetings From Eindhoven Rock City!
- Attack From The Planet Of The Devil Dogs
- Übersee vs. Europe (Übersee Records 2006)

### Splits
- Dikke Dennis & Friends (mit The Spades)
- (Split mit Zeke)
- Split mit V8 Wankers
- Cross Contamination (Split mit Batmobile)

### Singles
- Ticket for Tibet
- Action (Tear It Up Records)
- Resurrection